# Timandra amataria
Timandra amataria är en fjärilsart som beskrevs av Donovan 1793. Timandra amataria ingår i släktet Timandra och familjen mätare. Inga underarter finns listade i Catalogue of Life.